# ختبه
ختبه إحدى مراكز محافظة المجاردة. تقع في شمال شرق المحافظة على مسافة 24 كيلاً، ويقطنها 3811 نسمة. وينحدر وادي ختبة من عدة أودية من أغوار بني التيم في السراة ويصب في وادي يبة أيضا ويمتد من ختبة ماراً ببني زهير ومملح مع وادي جرية حتى يصب في وادي خاط.

## الآثار والحصون القديمة
من الآثار الموجودة بمحافظة المجاردة الحصون القديمة الموجودة في مركز ختبه إلى جانب مركز عبس. ما يميّز هذه الحصون شدة ارتفاعها وضيق مداخلها وفتحاتها الضيقة، كما أن منها ما يكون على شكل أسطواني ومنها ما يكون على شكل هندسي، حيث تستخدم في كشف مواقع العدو ومعرفته عن بعد.
بُنيت الحصون من الحجر وكانت لها عدة استعمالات فقد استخدمت سابقاً كمخازن للحبوب والبذور، كما كانت تستعمل أثناء الحروب التي تنشب بين القبائل في العصور السابقة.
ومن الآثار كثرة المقابر القديمة المنتشرة على امتداد المحافظة، وهذه المقابر دليل على أن هذه المنطقة كانت مأهولة من أزمان بعيدة.

## الجبال
- جبل ريمان
- جبل جمهر
- جبل ( قرن امعشه)
- جبل عيران
- جبل سميعه
- جبل شيبان
- جبل القوز

## الأودية
وادي ختبه والذي تصب فيه بعض الشعاب:
- كاربه
- ملسن
- شعب سعدان
- وادي البطح
- وادي المراض
- وادي المسمع
- وادي ال مغلف
- وادي بجرى
- شعب ساري
- وادي الباس